# Kwas cholanowy
Kwas cholanowy – organiczny związek chemiczny z grupy cholanów, należącej do klasy steroidów. Jego pochodne hydroksylowe są kwasami żółciowymi, natomiast sam kwas cholanowy nie występuje w żółci ssaków.